# Omicidio di Alceste Campanile

Il leader di Lotta Continua Adriano Sofri tiene un discorso in ricordo di Alceste Campanile, la cui fotografia è visibile alle spalle (1975)

L'omicidio di Alceste Campanile è un caso di omicidio a sfondo politico commesso in Italia il 12 giugno 1975 e rimasto irrisolto sino al 1999 quando venne arrestato Paolo Bellini, ex militante di Avanguardia Nazionale, considerato componente del gruppo attentatori che agì nella strage di Bologna del 1980.

## La vicenda

### La figura di Campanile
Alceste Campanile era nato il 21 luglio 1953 a Reggio Emilia. Durante gli anni delle scuole superiori, influenzato da uno dei suoi professori, Campanile si unì al movimento giovanile missino Giovane Italia, militandovi per un mese, per poi entrare in Democrazia Maggioritaria, altra organizzazione giovanile di destra, e militarvi altrattanto brevemente. 
Alla fine del 1973, dopo essersi iscritto al Dams di Bologna, entrò in contatto con gli ambienti della sinistra militante, avvicinandosi inizialmente al gruppo di Lotta Continua per poi entrare nel Circolo Ottobre, uno dei rami emiliani del movimento. Il passaggio fra due organizzazioni di opposto schieramento politico fu visto con sospetto da entrambi i gruppi ma presto Campanile divenne uno dei leader del gruppo di sinistra, mentre presso i neofascisti fu additato come un traditore e il Fronte della Gioventù arrivò a organizzare una campagna di volantinaggio contro di lui, accusandolo apertamente di tradimento.

### Il rapimento di Carlo Saronio
Nella primavera del 1975, il 15 giugno, si sarebbero tenute le elezioni amministrative, e nel clima di competizione elettorale, il 14 aprile era stato rapito un militante di sinistra milanese, Carlo Saronio. Il giovane era stato rapito da militanti dei gruppi eversivi di estrema sinistra, legati a Potere Operaio, ed era morto durante il rapimento: questi fatti tuttavia non erano noti all'epoca, e la colpa fu in genere attribuita a "gruppi neofascisti" anche per via dell'operazione di disinformazione effettuata dal capo dei rapitori Carlo Fioroni tramite contatti interni alle organizzazioni "rosse". Nell'aprile di quell'anno altri militanti di estrema sinistra erano morti (Claudio Varalli e Giannino Zibecchi, Tonino Micciché, Rodolfo Boschi), uccisi da neofascisti o dalle forze dell'ordine.

### L'omicidio
Il corpo di Campanile fu rinvenuto alle ore 23 del 12 giugno 1975 da una coppia di giovani presso Convoglio, su una strada di campagna tra Montecchio e Sant'Ilario. Il cadavere era abbandonato nei pressi della strada. Venne chiamato il medico Francesco Fochi, che condusse l'autopsia rinvenendo due colpi di pistola, uno alla testa e uno al cuore. I colpi, all'analisi balistica, risultarono di pistole diverse. L'autopsia non rilevò tracce di scontro o colluttazione e l'omicidio appariva quindi come un'esecuzione inaspettata, causata da qualcuno che Campanile conosceva e di cui si fidava.

## Le indagini

### La pista del terrorismo di destra
I gruppi di estrema sinistra frequentati da Campanile attribuirono subito la colpa ai neofascisti: il 25 agosto 1972 a Parma alcuni neofascisti avevano già ucciso Mariano Lupo, un altro militante di Lotta Continua. Questa ipotesi venne confermata il 17 giugno quando a Parma venne trovata una rivendicazione del gruppo eversivo di destra Legione Europa, in un volantino dal titolo "Da "fascista" a comunista - viltà o convenienza". La rivendicazione si riferiva a un gruppo già noto agli inquirenti e il giorno successivo venne arrestato uno dei leader del gruppo, Donatello Ballabeni il quale venne identificato come l'acquirente del coltello che aveva ucciso Mariano Lupo. Processato per i due omicidi, venne riconosciuto innocente e condannato solo per apologia di reato.

### La pista del terrorismo di sinistra
Poco dopo, il padre di Alceste, Vittorio, tenne alcuni discorsi e il 1º ottobre rilasciò un'intervista su due riviste molto lette, Il Settimanale e Gente nelle quali sosteneva che il figlio sarebbe stato ucciso dai suoi stessi compagni di Lotta Continua, in quanto sarebbe venuto a sapere occasionalmente alcune informazioni relative al sequestro Saronio e ne fosse a conoscenza degli esecutori materiali (ormai identificati dalle indagini in alcuni militanti dell'estrema sinistra). Vittorio Campanile sostenne la tesi secondo cui l'omicidio del figlio avrebbe dovuto coprire alcuni esponenti di gruppi militanti che avevano compiuto il rapimento, ma che non erano ancora stati scoperti dagli investigatori. In particolare, l'omicidio sarebbe da attribuirsi a giovani dei collettivi autonomi emiliani, e tra questi vi sarebbero dei nomi di esponenti di spicco dei movimenti comunisti.
Nel maggio 1977 Vittorio Campanile fu denunciato per falso, scoperto ad aver falsificato la firma del figlio sull'atto di vendita di un appartamento. Il 13 giugno 1977 il padre pubblicò di nuovo un memoriale su Il Settimanale, accusando apertamente alcuni membri di Lotta Continua, alcuni esponenti del PCI locale e sostenendo la tesi del legame con l'omicidio di Saronio. Anche a questo articolo seguirono diverse querele.
Nel 1978 Vittorio Campanile finisce in carcere a Padova per aver preso una bustarella quando lavorava all'ufficio imposte della stessa città veneta. È in carcere che Campanile scopre da un pregiudicato calabrese, Stefano Serpa, che l'omicidio del figlio rientrerebbe nell'ambito di un traffico di opere d'arte compiuto da gruppi di estrema sinistra a scopo di autofinanziamento e fa alcuni nomi. In seguito, tuttavia, Serpa ritratta affermando di essere stato convinto a dare dallo stesso padre di Alceste, che voleva avvalorare la pista rossa, più o meno in buona fede, perché uomo di destra.
L'11 febbraio 1979 sempre su Lotta Continua comparve un'inchiesta giornalistica scritta a più mani sull'omicidio che, oltre a esporre i fatti noti, invitava chi fosse a conoscenza di informazioni sul caso a uscire allo scoperto, abbandonando il silenzio e l'omertà, strumenti mafiosi, poiché "Il comunismo non ha niente a che vedere con la mafia".
In quegli anni Carlo Fioroni, il rapitore di Saronio, parve confermare la "pista rossa", facendo il nome di Campanile in una deposizione: il terrorista aveva incrociato Campanile durante la preparazione del rapimento, quando si era recato a Reggio per modificare la bombola di metano della Fiat 127 usata per portare il riscatto in Svizzera. Campanile sarebbe stato presente durante l'operazione, vedendo Fioroni.

### Il fermo e la condanna di Paolo Bellini
Nel 1999 la polizia dopo una sparatoria in un ristorante arrestò un criminale comune, Paolo Bellini, imputato di diversi furti e rapine. Bellini, nato nel 1953, aveva un passato di estremista nei gruppi emiliani di Avanguardia Nazionale, oltre che una serie di reati alle spalle, che lo avevano portato per anni dal 1976 in latitanza in Sudamerica e in prigione in Italia seppur con falso nome (venne incarcerato col nome di Roberto da Silva e come Luigi Lembo). In carcere Bellini era entrato in confidenza con Antonino Gioè, uno dei killer della Strage di Capaci, cosa che gli aveva consentito di operare informalmente come contatto tra le forze dell'ordine e cosa nostra a partire dal 1993.
Durante l'interrogatorio, Bellini ebbe un cedimento e confessò di aver compiuto lui l'omicidio di Campanile, ventiquattro anni prima. Bellini e Campanile erano stati commilitoni nel Fronte della Gioventù, che in seguito avevano abbandonato. Mentre Campanile era passato alla sinistra, Bellini era migrato verso organizzazioni più attive e "dure". Il giorno dell'omicidio Bellini aveva trovato Campanile per strada, mentre quest'ultimo effettuava l'autostop: Bellini lo aveva caricato con sé, l'aveva portato sul luogo del delitto e lì lo aveva freddato.
La sentenza di primo grado è stata emessa il 30 ottobre 2007, confermando le accuse a Bellini. Nel 2009 la Corte d'appello lo condanna per omicidio volontario, ma lo proscioglie per prescrizione del reato. Bellini resta agli arresti domiciliari in un luogo protetto per collaboratori di giustizia.
Nel 2020 la Procura generale di Bologna ha rinviato a giudizio Paolo Bellini come esecutore della Strage di Bologna del 2 agosto 1980 confermando in primo grado la condanna nel 2022 con l'ergastolo.
Il 7 luglio 2024 la corte d'assise d'appello di Bologna conferma l'ergastolo.